# Pecera, Tulciîn
Pecera (în ucraineană Печера) este localitatea de reședință a comunei Pecera din raionul Tulciîn, regiunea Vinnița, Ucraina.

## Demografie
Componența lingvistică a localității Pecera
     Ucraineană (98,77%)
     Alte limbi (1,23%)
Conform recensământului din 2001, majoritatea populației localității Pecera era vorbitoare de ucraineană (98,77%), existând în minoritate și vorbitori de alte limbi.